# نبرد یاشیما

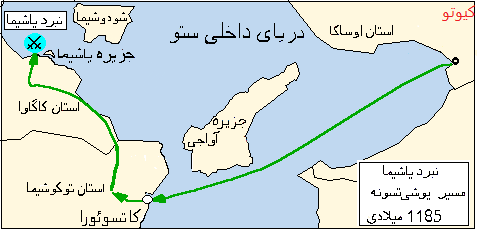
مسیر یوشی‌تسونه در نبرد یاشیما

نبرد یاشیما (انگلیسی: Battle of Yashima) یکی از نبردهای وابسته به جنگ گنپی مابین خاندان تایرا و خاندان میناموتو بود. این نبرد در ۲۲ مارس ۱۱۸۵ رخ داد. پس از یک رشته طولانی شکست، خاندان تایرا به یاشیما، امروز تاکاماتسو، کاگاوا امروزی، در ساحل شیکوکو عقب‌نشینی کرد. در اینجا آن‌ها در یک قلعه ژاپنی که در آنجا ساختند و امپراتور آنتوکو و سه گنجینه مقدس ژاپن را همراه داشتند.
در روز ۱۸ ام، نیروهای میناموتو تلاش کردند تا از دریای عبور کند، اما بسیاری از قایق‌ها در طوفان آسیب دیده بودند. در نهایت با وجود بادهای شدید، یوشیتسونه تنها با پنج فروند قایق از ۲۰۰ قایق که تنها حدود ۱۵۰ نفر از مردانش را حمل می‌کرد، از آنجا خارج شدند و با وجود باد شدید به ساحل رسید. وی توانست راهی که معمولاً طی آن سه روز طول می‌کشید به علت همراهی باد به مدت بسیار کمتری بر طبق برخی منابع ۴ ساعت طی کند. پس از رسیدن به ولایت آوا (استان توکوشیما کنونی)، یوشیتسونه به سمت ولایت سانوکی (استان کاگاوا کنونی) حرکت کرد و با اسب و از راه زمینی به سمت جزیره یاشیما رفت. خاندان تایرا منتظر یک حمله دریایی از سمت جلوی خود که دریای داخلی ستو قرار داشت، بودند. میناموتو نو یوشیتسونه پس از رسیدن به پشت جزیره آتش‌سوزی مهیبی را برپا کرد و این تصور را به وجود آورد که یک سپاه بزرگ از طرف پشت جزیره به پایگاه خاندان تایرا نزدیک می‌شود. خاندان تایرا که آمادگی حمله از این منطقه را نداشتند و غافلگیر شده بودند پایگاه خود را رها کردند و به همراه امپراتور آنتوکو و سه گنجینه مقدس ژاپن سوار بر قایق‌های خود شدند و از این محل نیز فرار کردند.
در یک حکایت در داستان هیکه، یک «بانوی بسیار زیبا» در یکی از قایق‌های خاندان تایرا، یک بادبزن را بر سر یک قایق قرار داد و بدین ترتیب خاندان میناموتو را به مبارزه‌طلبی دعوت کرد و آنان را ترغیب کرد که با زدن بادبزن با تیر مهارت خود را نشان دهند. یکی از مشهورترین تیراندازها در تمام تاریخ ژاپن، ناسو نو یوایچی بر اسب سوار شده و در همین حالت با یک تیر بادبزن را انداخت. در این نبرد خاندان میناموتو پیروز شد، اکثر ناوگان خاندان تایرا فرار کرده به شیمونوسکی، یاماگوچی، جایی که آن‌ها یک ماه بعد در نبرد دان نو اورا شکست نهایی را متحمل شدند رفتند.